# Најбоље
Најбоље је компилацијски албум српског и бившег југословенског рок бенда Рибља чорба.

## Опште информације
Албум је објављен 10. маја 1996. године под окриљем издавачке куће ПГП РТС, а на њему се налази двадесет песама. Поред чланова Рибље чорбе, на раду за албум учестовали су Југослав Влаховић који је био задужен за дизајн, Драган Илић, Станко Терзић и продуценти Корнелије Ковач, Саша Хабић и Џон Мекој. Албум је изашао у компакт диск и издању аудио касете.

## Листа песама
| №   | Назив                           | Трајање |  |
| 1.  | Погледај дом свој анђеле        | 3:37    |  |
| 2.  | Кад падне ноћ (у помоћ)         | 4:25    |  |
| 3.  | Немој срећо, немој данас        | 2:55    |  |
| 4.  | Пекар, лекар, апотекар          | 2:48    |  |
| 5.  | Немој да идеш мојом улицом      | 2:33    |  |
| 6.  | На западу ништа ново            | 2:56    |  |
| 7.  | Рокенрол за кућни савет         | 2:43    |  |
| 8.  | Добро јутро                     | 4:35    |  |
| 9.  | Авиону сломићу ти крила         | 3:42    |  |
| 10. | Егоиста                         | 2:21    |  |
| 11. | Ево ти за такси                 | 2:58    |  |
| 12. | Два динара, друже               | 4:00    |  |
| 13. | Амстердам                       | 3:10    |  |
| 14. | Остани ђубре до краја           | 4:35    |  |
| 15. | Како је лепо бити глуп          | 2:17    |  |
| 16. | Волим, волим, волим, волим жене | 2:18    |  |
| 17. | У два ће чистачи однети ђубре   | 3:38    |  |
| 18. | Где си у овом глупом хотелу     | 5:11    |  |
| 19. | Нећу да испаднем животиња       | 3:40    |  |
| 20. | Остаћу слободан                 | 2:33    |  |